# Paul Ginsparg
Paul Henry Ginsparg (1 de gener de 1955) és un físic, conegut pel seu desenvolupament de l'arxiu ArXiv i les seves contribucions a la física teòrica.

## Formació
Es va graduar a Syosset High School, Syosset, Nova York i, posteriorment, a la Universitat Harvard amb una llicenciatura en física i a la Universitat Cornell amb un doctorat en física teòrica de partícules, el 1981, amb una tesi titulada Aspects of Symmetry Behavior in Quantum Field Theory.

## Carrera de físic
Ginsparg, com a professor ajudant, impartí classes al Departament de Física de la Universitat Harvard fins a 1990. La seva contribució a l'arxiu ArXiv, un sistema en línia per a la distribució dels resultats d'investigacions científiques, es va desenvolupar mentre que ell era un membre del personal del Laboratori Nacional Los Alamos, 1990-2001. Des de 2001, Ginsparg ha estat professor de Física i Computació i Ciències de la Informació a la Universitat Cornell.
Ha publicat articles sobre física a les àrees de la teoria quàntica de camps, la teoria de cordes, la teoria d'acord de camps i la gravetat quàntica. I ha realitzat importants aportacions en el canviant món de la física en l'era de la informació.

## Premis i reconeixements
Ha estat guardonat amb el P.A.M. (Física-astronomia-Matemàtiques) premi de l'Special Libraries Association el 1998, nomenat Lingua Franca "Tech 20", i elegit com a membre de la American Physical Society, rep una Beca MacArthur en 2002, va rebre el premi del Council of Science Editors per assoliment de mèrits, i també el Premi Paul Evan Peters per Educase, Coalition for Networked Information (CNI) i Association of Research Libraries (ARL). Va ser nomenat Champion of Change per la Casa Blanca el juny de 2013.

## Publicacions
- arXiv [recurs electrònic]. [Ithaca, N.Y.]: Cornell University, (1991)
- Géométries fluctuantes en mécanique statistique et en théorie des champs = Fluctuating geometries in statistical mechanics and field theory (editat per F. David, P. Ginsparg, et J. Zinn-Justin). Amsterdam ; New York : Elsevier, (1996)
- Creating a global knowledge network UNESCO. Expert Conference on Electronic Publishing in Science, Paris, 19–23 February (2001), Second Joint ICSU Press.
- Canonical Sectors and Evolution of Firms in the US Stock Markets (amb Lorien X. Hayden, Ricky Chachra, Alexander A. Alemi, Paul i James P. Sethna). (2015)